# Institut supérieur de commerce de Bukavu
 L'Institut Supérieur de Commerce de Bukavu (ISC/Bukavu) fondée 1993, est un établissement public d’enseignement supérieur, universitaire et technique, de la république démocratique du Congo, situé dans la commune d' ibanda à Bukavu.

## Histoire
L’ISC Bukavu est créé le 23 septembre 1993 par arrêté ministériel ESURS/CABMIN/0351/93, mais l’institution ne devient opérationnelle qu’en 2008, suite à l’arrêté ESURS/CABMIN/028/2008 du 24 juillet 2008 nommant son comité de gestion.

## Situation géographique
L’ISC Bukavu est stratégiquement située dans Ibanda, commune centrale de Bukavu, à l’ouest du lac Kivu.

## Mission et valeurs
L’institution se donne pour mission de former “des leaders prêts à diriger”, avec un engagement d’excellence académique, rigueur, discipline et responsabilité.

## Formations et filières
L’ISC Bukavu organise une Section des sciences de gestion commerciales et administratives avec neuf filières de Licence et de Master :
1. Logistique et transport[4]
2. Fiscalité, douanes et accises
3. Banque, microfinance et assurance[5]
4. Informatique de gestion
5. Entrepreneuriat et gestion des PME[6]
6. Comptabilité et finance[7]
7. Gestion des ressources humaines[8]
8. Secrétariat de direction[9]
9. Marketing

En 2023‑2024, l’institut ajoute deux nouvelles filières : logistique & transport et secrétariat de direction, portant le total à neuf filières. Un partenariat avec la Haute École de Commerce de Kinshasa permet aussi l’organisation de masters complémentaires.

## Vie étudiante
L’ISC met en place clubs, associations, stages pratiques et événements étudiants. Une rentrée solennelle annuelle rassemble étudiants, enseignants et autorités, comme en novembre 2023 pour l’ouverture de l'année 2023‑2024.

## Organigramme de l'université
L’institut est dirigé par le Directeur Général, Dr Kamala Kaghoma Christian, assisté par :
- Prof Balyahamwabo Christian – Secrétaire général académique
- Prof Bengehya Machozi – Secrétaire général à la recherche
- Chef des travaux Romain – Secrétaire général administratif
- M. Bilamirwa – Administrateur du budget[11]